# Samuelsson
Samuelsson ist ein patronymisch gebildeter schwedischer Familienname mit der Bedeutung „Sohn des Samuel“. Die isländische Form des Namens ist Samúelsson, die dänische und norwegische Form ist Samuelsen.

## Namensträger
- Adam Samuelsson (Handballspieler) (* 1993), schwedischer Handballspieler
- Adam Samuelsson (Eishockeyspieler) (* 2000), schwedisch-US-amerikanischer Eishockeyspieler
- Agneta Samuelsson, schwedische Squashspielerin
- Andreas Samuelsson (* 1986), schwedischer Pokerspieler
- Bengt Ingemar Samuelsson (1934–2024), schwedischer Biochemiker und Nobelpreisträger
- Emma Samuelsson (* 1988), schwedische Fechterin
- Evelina Samuelsson (* 1984), schwedische Eishockeyspielerin
- Fredrik Samuelsson (* 1995), schwedischer Zehnkämpfer
- Guðjón Samúelsson (1887–1950), isländischer Architekt
- Gunnar Samuelsson (1927–2007), schwedischer Skilangläufer und Biathlet
- Gustaf Samuelsson (* 1985), schwedischer Handballspieler
- Håkan Samuelsson (* 1951), schwedischer Manager
- Henrik Samuelsson (* 1994), US-amerikanisch-schwedischer Eishockeyspieler
- Ingrid Pramling Samuelsson (* 1946), schwedische Wissenschaftlerin
- Jakob Samuelsson (* 1998), schwedischer Speerwerfer
- Jesper Samuelsson (* 1988), schwedischer Eishockeyspieler
- Jessica Samuelsson (Leichtathletin) (* 1985), schwedische Siebenkämpferin
- Jessica Samuelsson (* 1992), schwedische Fußballspielerin, siehe Jessica Wik
- Jimmy Samuelsson (* 1976), schwedischer Ringer
- Kjell Samuelsson (* 1958), schwedischer Eishockeyspieler und -trainer
- Lennart Samuelsson (1924–2012), schwedischer Fußballspieler
- Magnus Samuelsson (Strongman) (* 1969), schwedischer Strongman
- Magnus Samuelsson (Fußballspieler, 1971) (* 1971), schwedischer Fußballspieler
- Magnus Samuelsson (Fußballspieler, 1972) (* 1972), schwedischer Fußballspieler
- Marcus Samuelsson (* 1970), schwedischer Koch
- Mattias Samuelsson (* 2000), US-amerikanischer Eishockeyspieler
- Mikael Samuelsson (* 1976), schwedischer Eishockeyspieler
- Morgan Samuelsson (1968–2023), schwedischer Eishockeyspieler und -trainer
- Peter Samuelsson (* 1981), schwedischer Fußballspieler
- Philip Samuelsson (* 1991), US-amerikanisch-schwedischer Eishockeyspieler
- Saga Samuelsson (* 1999), schwedische Schauspielerin
- Samúel Jón Samúelsson (* 1974), isländischer Jazz- und Funkmusiker
- Samuli Samuelsson (* 1995), finnischer Leichtathlet
- Sebastian Samuelsson (* 1997), schwedischer Biathlet
- Svante Samuelsson (* 1972), schwedischer Fußballspieler
- Tommy Samuelsson (* 1960), schwedischer Eishockeyspieler und -trainer
- Torsten Samuelsson (* 1938), schwedischer Skilangläufer
- Ulf Samuelsson (* 1964), schwedischer Eishockeyspieler